# Lista de prefeitos de Carapicuíba
Esta é a lista de prefeitos e vice-prefeitos do município de Carapicuíba, estado brasileiro de São Paulo.
| Nº | Nome                            | Partido | Vice-prefeito                                         | Início do mandato       | Fim do mandato         | Observações                                     |
| 1  | Antonio Faustino dos Santos     | MDB     | Amós Meucci                                           | 26 de março de 1965     | 31 de dezembro de 1969 | Prefeito e vice eleitos em sufrágio universal   |
| 2  | Amós Meucci                     | MDB     | Walter Ferreira do Nascimento                         | 1° de janeiro de 1970   | 30 de janeiro de 1973  | Prefeito e vice eleitos em sufrágio universal   |
| 3  | João Acácio de Almeida          | ARENA   |                                                       | 31 de janeiro de 1973   | 31 de janeiro de 1977  | Prefeito e vice eleitos em sufrágio universal   |
| 4  | Antonio Faustino dos Santos (*) | MDB     | Altino da Rocha Mendes (MDB)                          | 1º de fevereiro de 1977 | 14 de maio de 1982     | Prefeito e vice eleitos em sufrágio universal   |
| —  | Altino da Rocha Mendes          | MDB     | —                                                     | 14 de maio de 1982      | 31 de agosto de 1982   | Prefeito interino                               |
| —  | Celso Válio                     | MDB     | —                                                     | 31 de agosto de 1982    | 2 de setembro de 1982  | Prefeito interino                               |
| —  | Edmundo Alves de Oliveira       | PMDB    | —                                                     | 2 de setembro de 1982   | 31 de janeiro de 1983  | Presidente da Câmara como Prefeito interino     |
| 5  | Luiz Carlos Alves Neves         | PMDB    |                                                       | 1º de fevereiro de 1983 | 31 de dezembro de 1988 | Prefeito e vice eleitos em sufrágio universal   |
| 6  | Milton Cavalcante Chagas        | PMDB    |                                                       | 1º de janeiro de 1989   | 31 de dezembro de 1992 | Prefeito e vice eleitos em sufrágio universal   |
| 7  | Fuad Gabriel Chucre             | PSDB    | Antônio da Cunha Lima (PDT) (até 01.02.1995)          | 1º de janeiro de 1993   | 31 de dezembro de 1996 | Prefeito e vice eleitos em sufrágio universal   |
| 8  | Jorge Ikeda, Jorge do Poeirinha | PFL     |                                                       | 1º de janeiro de 1997   | 31 de dezembro de 2000 | Prefeito e vice eleitos em sufrágio universal   |
| 9  | Fuad Gabriel Chucre             | PSDB    | Paulo Rubens Celegato (PSB)                           | 1º de janeiro de 2001   | 31 de dezembro de 2004 | Prefeito e vice eleitos em sufrágio universal   |
| 9  | Fuad Gabriel Chucre             | PSDB    | Paulo Rubens Celegato (PSB)                           | 1º de janeiro de 2005   | 31 de dezembro de 2008 | Prefeito e vice reeleitos em sufrágio universal |
| 10 | Sérgio Ribeiro Silva            | PT      | Antonio Carlos dos Reis, Salim Reis (DEM)/(PSD)       | 1º de janeiro de 2009   | 31 de dezembro de 2012 | Prefeito e vice eleitos em sufrágio universal   |
| 10 | Sérgio Ribeiro Silva            | PT      | Antonio Carlos dos Reis, Salim Reis (DEM)/(PSD)       | 1º de janeiro de 2013   | 31 de dezembro de 2016 | Prefeito e vice reeleitos em sufrágio universal |
| 11 | Marcos Neves                    | PV/PSDB | Gilmara Almeida Gonçalves Rievrs Oliveira (PSB)/(MDB) | 1º de janeiro de 2017   | 31 de dezembro de 2020 | Prefeito e vice eleitos em sufrágio universal   |
| 11 | Marcos Neves                    | PV/PSDB | Gilmara Almeida Gonçalves Rievrs Oliveira (PSB)/(MDB) | 1º de janeiro de 2021   | 31 de dezembro de 2024 | Prefeito e vice reeleitos em sufrágio universal |
| 12 | José Roberto                    | PSD     | Guto José (PODE)                                      | 1° de janeiro de 2025   | Atual                  | Prefeito e vice reeleitos em sufrágio universal |

(*) No último ano de seu mandato, devido ao fato de estar concorrendo nas eleições estaduais, foi afastado do cargo, assumindo o Vice-prefeito Prof. Altino da Rocha Mendes, governando por 4 meses. Em virtude de divergências políticas foi "obrigado" a renunciar ao cargo, e a prefeitura foi assumida até 31 de dezembro de 1982 pelo presidente da Câmara Municipal a época, Edmundo Alves de Oliveira.